# Lytta ebenina
Lytta ebenina är en skalbaggsart som först beskrevs av Dugès 1877.  Lytta ebenina ingår i släktet Lytta och familjen oljebaggar. Inga underarter finns listade i Catalogue of Life.